# Валентина Тиха

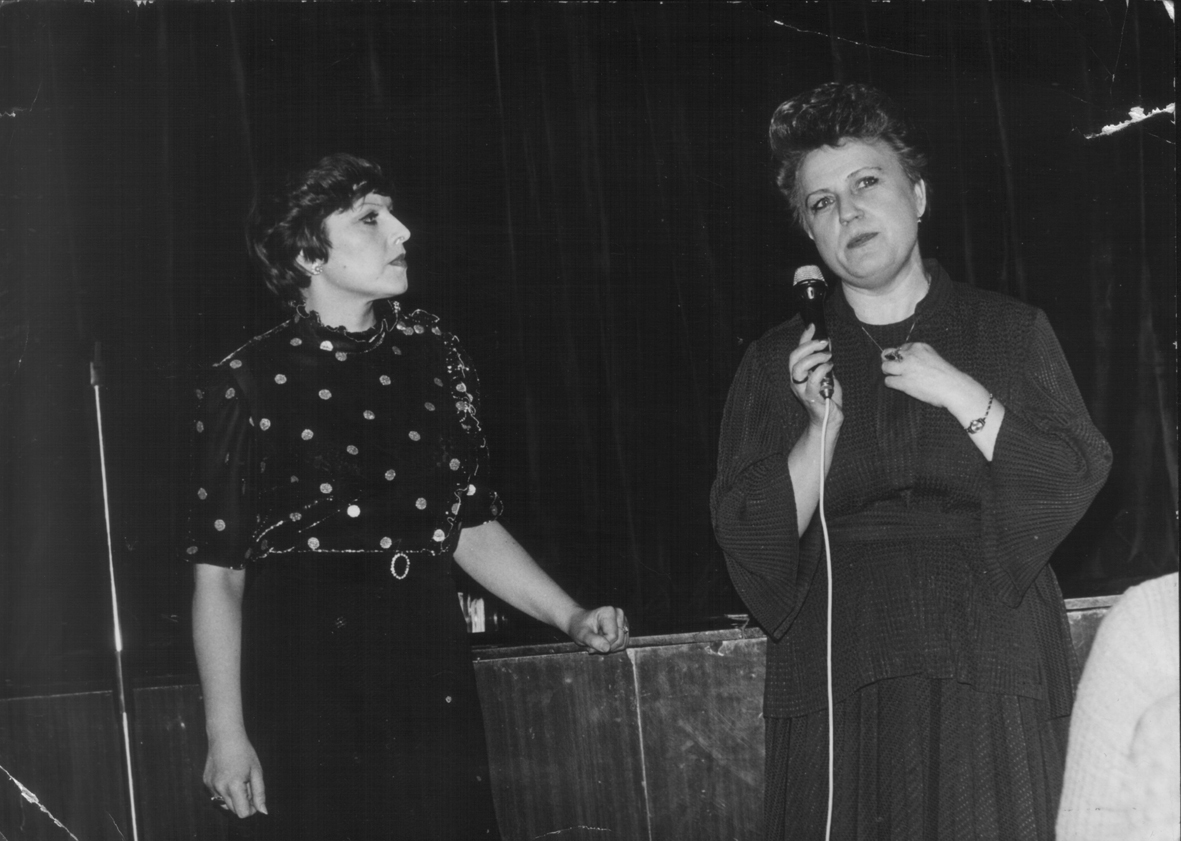
«Лекторій Валентини Тихої» (на фото вона праворуч).

Валентина Леонтіївна Тиха — культуролог, відома громадська діячка на Донеччині. Активний учасник «оксамитової революції» 1990-х років в Україні. Заступник директора Донецької філармонії. Один з фундаторів Донецького Товариства української мови імені Т. Г. Шевченка.

## З біографії
Родом з Маріуполя‚ що на Донеччині‚ за фахом‚ закінчила Київський університет‚ тривалий час працювала на чільних посадах в Донецькій обласній філармонії‚ організатор‚ мистецтвознавець‚ прекрасно володіла художнім словом.

## Творчий доробок
Створила в 1991 році Лекторій про визначних українських поетів-борців‚ зокрема з числа донеччан.

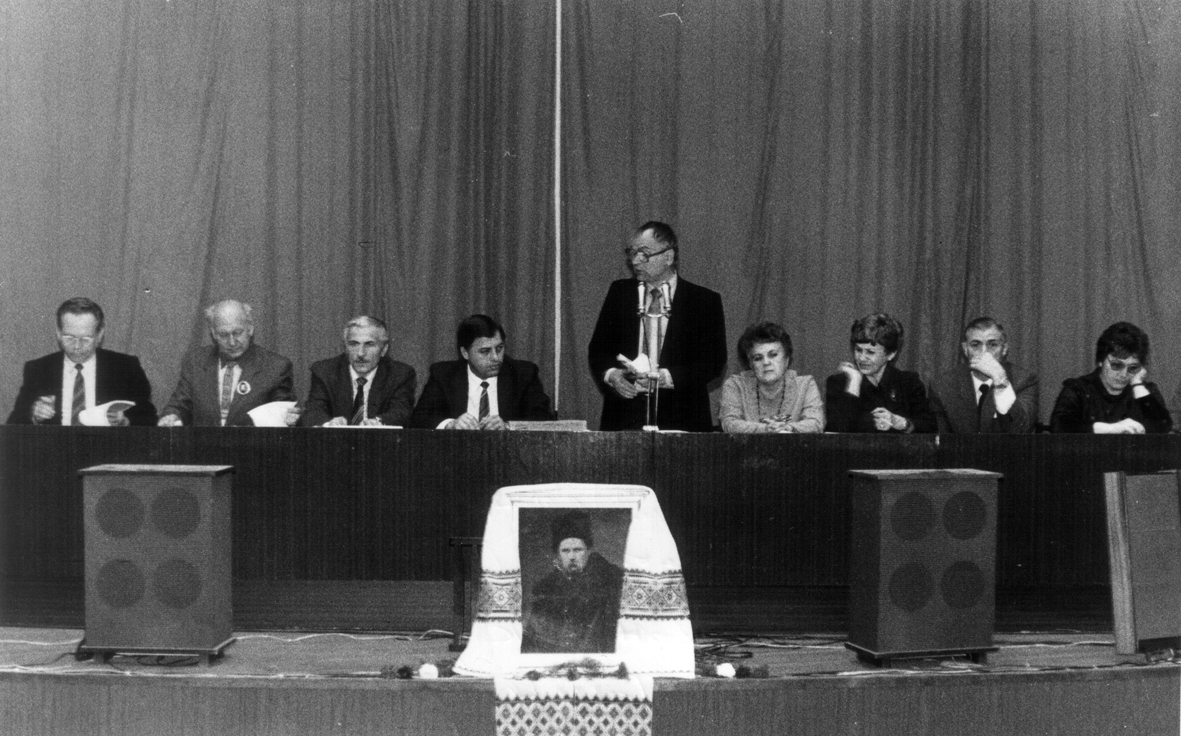
Головна Рада ТУМ. Донецьк. 28.10.1989 р. У президії:…; Юрій Огульчанський, Володимир Білецький, Петро Симоненко, Дмитро Павличко (виступає), Валентина Тиха, Галина Гордасевич, Анатолій Мокренко, Жанна Пашнова

Лекторій Валентини Тихої — це палітра літературних портретів ряду визначних діячів украінської культури які вона «озвучила»‚ «оживила» як чудовий оповідач‚ майстер слова.
Основні теми лекторію Тихої: «Непогасний світоч»(Всесвітнє значення i велич Тараса Шевченка)‚ «Страсті по Вітчизні»(Василь Стус — поет — людина і громадянин)‚ «Поборник правди‚ честі i краси»(Василь Симоненко — життя i творчість)‚ «Малиновий дзвін України»(лірика Ліни Костенко)‚ «Люблю тебе‚ Донеччино моя!»(Володимир Сосюра i Донбас)‚ «Слово про Івана Франка»‚ «Живий Багряний» тощо.
За період 1991-96 рр. Валентина Тиха провела кілька сотень своїх виступів-концертів. При цьому треба відмітити‚ що географія її виступів — то Схід i Південь України‚ а також Слобожанщина в Росії. Знають i постійно запрошують пані Валентину з своїм пломенистим словом вузи‚ училища‚ міські й районні відділення народної освіти‚ школи‚ трудові колективи‚ бібліотеки Донецька‚ Макіївки‚ Маріуполя‚ Горлівки‚ Краматорська‚ Димитрового‚ Слов'янська‚ Артемівська‚ Єнакієвого‚ Харцизська‚ Волновахи‚ Мар'їнки‚ Іловайська‚ Шахтарська‚ Кіровська‚ Дружківки‚ інших міст Донеччини.
Відвідала В.Тиха i Сімферополь (серії виступів у 1993‚ 94‚ 96 рр. навесні 1997 р.). У 1995 р. під орудою УКЦентру-ДТУМ (Донецьк) та Українського культурного Центру «Перевесло» (Вороніж‚ М.Бірюк) відбулися гастролі В.Тихої по Вороніжчині — i скрізь — на філологічному факультеті Воронезького університету‚ в трудових колективах Богучар i Россоші — звучала українська мова‚ високе Слово про великих Українців‚ лицарів Правди i Свободи — великих Поетів та Письменників.
У числі міст де звучав «Лекторій Валентини Тихої» також — Львів та Львівщина (Стрий‚ Дуліби‚ Добряни‚ Зашків)‚ Тернопіль та Тернопільщина (Збараж‚ Теребовля).
Перед своє смертю Валентина Леонтіївна склала заповіт, в якому заповіла, щоб після смерті її прах друзі розвіяли в степу на могилі під Донецьком